# Jean-Jacques Guyon
Jean-Jacques Guyon (Parigi, 21 dicembre 1932 – Parigi, 20 dicembre 2017) è stato un cavaliere francese.
Muore il 20 dicembre 2017 a poche ore dal compimento dei suoi 85 anni.

## Palmarès

### Olimpiadi
- 1 medaglia:
  - 1 oro (Città del Messico 1968 nel concorso individuale)

### Europei
- 1 medaglia:
  - 1 bronzo (Punchestown 1967 nel concorso a squadre)